# K2-141b
K2-141b (也稱為EPIC 246393474.01) 是一顆巨大石質系外行星，它以非常近的距離環繞著母恆星：橙色主序列恆星K2-141。這顆行星最初是由克卜勒太空望遠鏡在它的第二階段任務，K2期間，稍晚時由HARPS-N光譜儀觀測到。它被歸類為超短周期行星，並被確認為岩石性質。其高密度意味著巨大的鐵芯占行星總質量的30%至50%。

## 特性

### 質量和半徑
像大多數已知的系外行星一樣，K2-141b是用凌日法探測到的，因為在凌日法中，當一顆行星在我們的視線和它的母恆星之間通過時，會擋住宿主恒星的一小部分光線。這種方法只能確定行星的半徑，而不能確定它的質量。然而，利用HARPS-N光譜儀的徑向速度法也檢測到了K2-141b。因此，它的質量也可以根據它的徑向速度來確定，再配合半徑可以估計密度。這顆行星比地球大得多，質量也更大，但沒有冰巨星天王星和海王星那麼大，因此被歸類為超級地球。K2-141b的半徑為1.51R🜨，低於1.6R🜨的上限值。在這個臨界值之上，預期大多數行星會積聚厚厚的氫和氦大氣，將他們轉變成迷你海王星。這顆行星的質量證實它是岩石質的，它的質量是5.08M🜨，使得K2-141b的密度高達8.2g/cm3，約為地球的1.48倍。這種高密度意味著一個大鐵核的組成部分佔行星總質量的30%到50%。

### 軌道
K2-141b的軌道週期是所有已經確認的系外行星中已知最短的之一。一個軌道週期只需0.28天，也就是6.7小時就可以完成。只有少數行星，包括克卜勒-70周圍的行星，有更短的軌道週期。在這樣的情況下，最有可能已經被母恆星潮汐鎖定，也就是說行星始終以同一面朝向母恆星。它的半長軸為0.0074天文單位，也就是只有日地距離的0.74%。相較於太陽系，距離太陽最近的水星，近日點是0.307499天文單位，還比它遠了41倍。

### 大氣層和氣候
儘管K2-141b 是一顆石質行星，但它並不適合居住。它太接近它的母恆星，導致平均溫度約為2,039 K（1,766 °C；3,211 °F），然而它的實際溫度可能要高得多。K2-141b的次食顯示，白天側的溫度約為3,000 K（2,730 °C；4,940 °F），綜合反照率不會大於0.37，幾何反照率0.30，但需要進一步觀察來區分這兩種情況。
據信，K2-141b既有大氣也有海洋。海洋是岩漿，可能有幾十公里深。大氣的組成尚不清楚，很可能是由幾種地球上常見的固態金屬蒸發組成的。估計大氣層的極端風速超過每秒1.75公里。表面的高溫，特別是較熱的白天，使海洋中的岩漿可以蒸發到大氣中。在大氣的上緣，溫度下降，蒸發的岩漿液化，導致下雨。如果行星的大氣中的鈉含量很高，那麼固體的鈉可能會像地球上的冰川一樣，慢慢地滑向行星的海洋。

### 母恆星
K2-141是一顆位於雙魚座中，距離大約61秒差距(〜192光年)的橙色主序星，是克卜勒太空望遠鏡在K2階段任務時發現的，它的半徑為0.681 R☉，質量為0.708 M☉。它的表面溫度為4,599K，但年齡難以估計(從16億年至129億年均有)，很難與45億年的太陽比較。